# 笠松正斗
笠松 正斗（かさまつ まさと、2004年6月9日 - ）は、日本のアイドルであり、6人組男性アイドルグループ「世が世なら!!!」のメンバーである。
千葉県出身。つばさ男子プロダクション所属。

## 来歴
2021年10月1日、つばさレコーズによるつばさ男子プロダクション設立とともに結成された世が世なら!!!の初期メンバー。

## 人物
- 特技：サウナ・スパ健康アドバイザー資格取得 [3]
- 趣味：バドミントン [3]

## 出演

### 舞台
- 萬腹企画 18杯目『怨霊撲滅屋GB』（11月13日 - 17日、新宿シアターモリエール）-黒笹ダン役 [4]
- 萬腹企画 19杯目『恋愛疾患特殊医療機 a-xブラスター』（7月16日 - 20日、六行会ホール）- 猫峰碧 役 [5] [6]